# 加文港

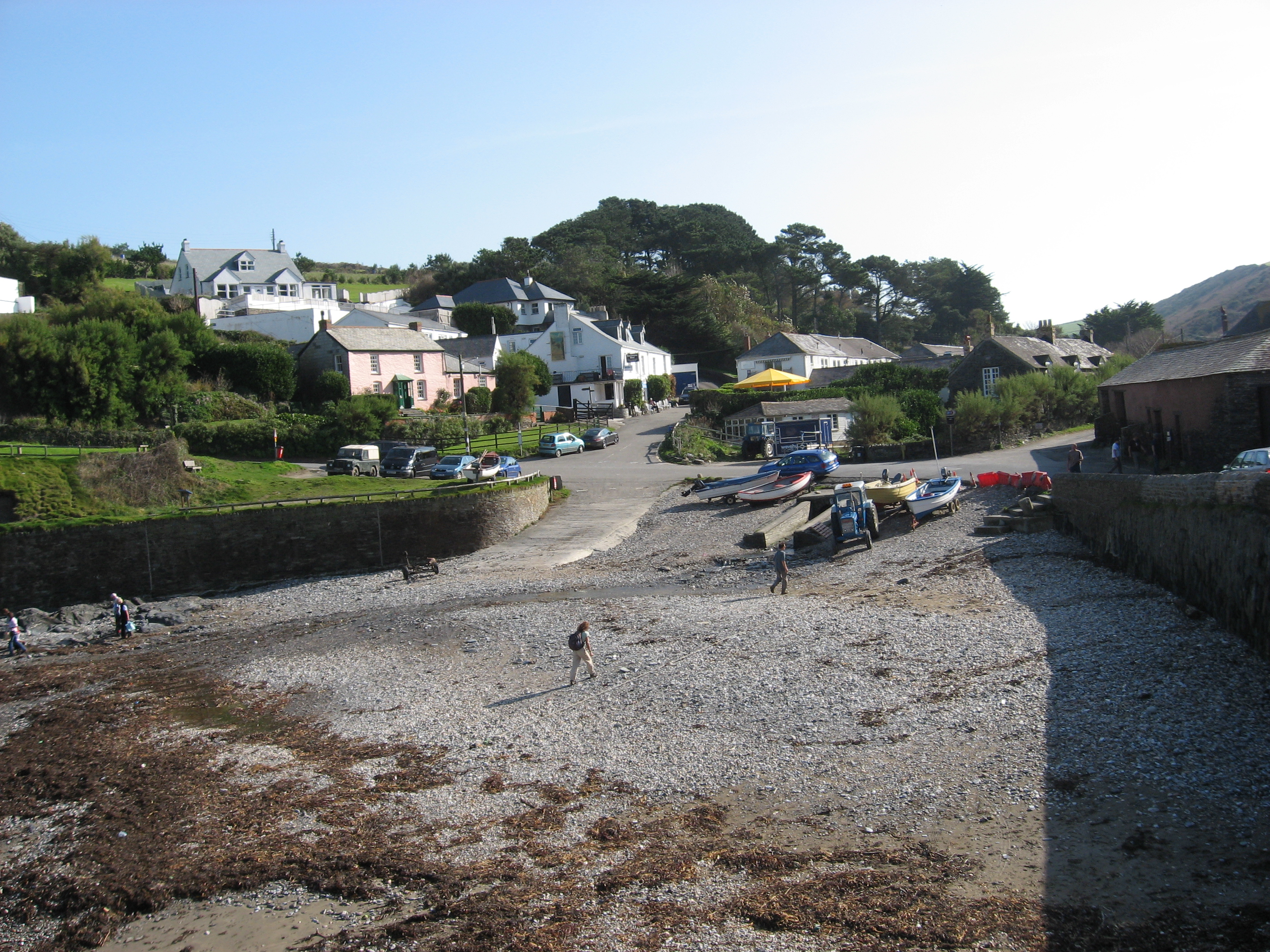
加文港

加文港（Port Gaverne）是英國康瓦爾郡北海岸的一個小村莊，距艾薩克港（Port Isaac）以東約0.5英里，是聖恩德利翁（St Endellion）教區的一部分。由於該地區大部分服務都是依靠鄰近的艾薩克港支援，所以有些人認為它也能算是艾薩克港村莊的一部分。
從歷史上看，加文港一開始是為輸出當地礦產而建，同時由於此處有沙丁魚捕撈行為，故港口亦兼作為漁業用。本港口在經濟活動繁盛的19世紀之前鮮有紀錄。到了20世紀，隨著鐵路取代海上運輸，當地產業逐漸沒落。
兩個世紀以來，村莊的外觀變化不大，並以其獨特的石板建築與崎嶇的海岸線著稱，同時亦被登錄為遺產海岸。如今，該村莊幾乎完全依賴旅遊業。教區有1000多名居民，包括相當一部分的已退休人士，但村莊本身主要由第二套住房和度假公寓組成。該村莊與艾薩克港同為ITV的電視連續劇外科醫生馬丁之拍攝地點。

## 名稱由來
「Gaverne」這個名字一般認為來自「Karn Hun」，在當地方言中意指「岩石避風港」。1338 年始有本地的書面紀錄，當時被記載為「Porcaveran」 。16世紀，英國製圖師約翰·諾登稱它為「Port-kerne」。 弗雷德里克·特雷萬博士在1833至1834年的文中寫道：「Port Karn......現在通常被稱為Port Gavern」。  。至今，部分當地人仍將其拼寫為 Gavern。   

## 人口統計
根據 2011 年人口普查，該教區的人口為 480 戶 1,029 人。在這些居民中，120 人年齡在 16 歲以下，320 人年齡在 65 歲或以上。 485 人被記錄為從事經濟活動。 2015 年，康沃爾生活雜誌報導稱，加文港本身只有 20 名居民。  
為了尋找工作機會以及更便宜的住宿，該地區的青年有外流趨勢。 

## 經濟與服務
該地區的傳統產業以農漁業為主，近年來旅遊業則逐漸興起，特別是自從艾薩克港成為 2004 年ITV電視連續劇《馬丁博士》和 2019 年故事片《漁夫之友》的取景地點之後。普利茅斯大學2013 年的一項研究發現，遊客「在訪問該地區前已對該處有清晰的概念」。    此處亦為潛水和釣魚的好去處。 
除了當地的一些小餐館與小酒吧外，該村的所有服務幾乎都仰賴鄰近的艾薩克港。縣議會亦認為此地與艾薩克港關係緊密。地定居點描述為與艾薩克港有關。  
當地家庭將該處海灘委託給國家信託基金維護，以保護海灣的特色。
加文港主要由度假住宿組成。在 2007/8 年度，該教區的住房負擔能力比率（定義為中位房價與中位收入的比率）為 48.6，而英國的平均水平為 15.4。 

## 交通
B3267 公路和 B3314 公路通往該村莊，兩條公路均為狹窄的單向車道。 小村莊本身很難停車，但在通往艾薩克港的岬角頂部有一個停車場。 該地區很受步行者和遛狗者的歡迎，當地有許多小徑，包括康沃爾海岸小徑。 96 路巴士亦行經此地區。 